# 우에도촌
우에도촌(上戸村)은 이시카와현 스즈군에 설치되었던 촌이다.